# Caenagnesia
Caenagnesia is een geslacht uit de familie Agneziidae en de orde Phlebobranchia uit de klasse der zakpijpen (Ascidiacea).

## Soorten
- Caenagnesia bocki Ärnbäck-Christie-Linde, 1938
- Caenagnesia complementa Monniot F. & Monniot C., 1976
- Caenagnesia schmitti Kott, 1969